# Leuenbergeria portulacifolia
Leuenbergeria portulacifolia ist eine Pflanzenart in der Gattung Leuenbergeria aus der Familie der Kakteengewächse (Cactaceae). Das Artepitheton portulacifolia leitet sich vom Namen der Gattung Portulaca sowie dem lateinischen Wort -folius für ‚-blättrig‘ ab. Ein spanischer Trivialname ist „Camelia Roja“.

## Beschreibung
Leuenbergeria portulacifolia wächst baumförmig oder selten strauchig und erreicht Wuchshöhen von 3 bis 5 Meter. Der graue, nahezu glatte Stamm weist einen Durchmesser von 10 bis 20 Zentimeter auf. Die Laubblätter sind in Größe und Form variabel. Die verkehrt eiförmige bis spatelige bis herzförmige Blattspreite ist 0,5 bis 1,5 Zentimeter lang und 0,4 bis 1 Zentimeter breit. Die fiederförmige Nervatur der Blattspreite weist kaum sichtbare Seitennerven auf. Die Mittelrippe steht an der Blattunterseite hervor. An den Zweigen sind je Areole bis zu drei Dornen vorhanden, die 1 bis 1,6 Zentimeter lang sind. Am Stamm werden je Areole bis zu 50 Dornen ausgebildet, die eine Länge von 1 bis 2,2 Zentimeter aufweisen.
Die Blüten stehen fast immer einzeln. Sie sind unvollständig eingeschlechtig, funktional jedoch zweihäusig. Die leuchtenden, mehr oder minder purpurrosafarbenen Blüten erreichen einen Durchmesser von 3 bis 5,5 Zentimeter. Die nahezu kugelförmigen, glatten Früchte weisen Durchmesser von 1,8 bis 3 Zentimeter auf. Sie sind im trockenen Zustand grob lederig.

## Verbreitung, Systematik und Gefährdung
Leuenbergeria portulacifolia ist auf der Insel Hispaniola in Haiti und in der Dominikanischen Republik verbreitet.
Die Erstbeschreibung als Cactus portulacifolius erfolgte 1753 durch Carl von Linné in Species Plantarum. Joël Lodé stellte die Art 2012 in die Gattung Leuenbergeria. Weitere nomenklatorische Synonyme sind Pereskia portulacifolia (L.) DC. (1828) und Rhodocactus portulacifolius (L.) F.M.Knuth (1936).
In der Roten Liste gefährdeter Arten der IUCN wird die Art als „Vulnerable (VU)“, d. h. als gefährdet geführt.

## Nachweise